# Literaturas escandinavas
Se llama literaturas escandinavas a las que ilustran el alma de los pueblos que constituyen el complejo escandinavo: Dinamarca, Suecia y Noruega. Poseen rasgos paralelos que permiten el análisis conjunto, teniendo en cuenta sus orígenes en la literatura vikinga.

## Historia
Analógicamente, los grandes movimientos centroeuropeos -Renacimiento y Reforma protestante- tampoco deben ser estudiados con una mención especial de estos países, por cuanto en nada afectan a la evolución general de estas tendencias. Baste recordar que, unidos o no a la cultura germánica del momento o vinculados a las normas que irradiaban de Francia, los países escandinavos adquieren ahora su condición de plenamente europeos, incorporándose ciertamente con bastante retraso a la conciencia europea.
Al recordar, en efecto, a los poetas y prosistas que constituyen el movimiento neoclásico en toda Europa no dejábamos de mencionar la figura de un escandinavo: el noruego Ludwick Holberg. Holberg (1684-1752) es un poco el Molière y un poco el Goldoni de Escandinavia, en sus piezas de teatro rigurosamente ajustadas a las reglas, como es un poco Montaigne con sus Reflexiones o Voltaire con su Historia del reino de Dinamarca.
El romanticismo actuará en Dinamarca, como en todas partes, de catalizador del espíritu popular, que ayudará así a identificar el propio espíritu nacional. Así, por ejemplo, el gran poeta Adam Oehlenschläger (1779-1850) busca en sus baladas de corte popular-tradicional como La colina de los elfos o El caballero del león aquellos elementos folklóricos de los que podía extraerse mejor el espíritu nacional de su patria. Análogo servicio prestaron a Dinamarca las obras de otros románticos, como Grundtwig, Adolph Wilhelm Schack von Staffeldt (1769-1826), Ingemann, culminando ya en una segunda etapa del romanticismo con la obra ingente de Johan Ludwig Heinberg (1758-1841), que centra en Copenhague un grupo de escritores alrededor de los cuales gira en realidad toda la intelectualdiad escandinava. Recordemos, sin embargo, en otro plano, menos profundo pero más popular, la gran tarea recopiladora de Andersen (1805-1875) que, para delicia de los niños de todo el mundo, tuvo la gentil idea de recoger para narrarlos de nuevo de un modo encantador los mejores cuentos infantiles de la tradición folklórica germánica y escandinava.